# Derophthalma variegata
Derophthalma variegata är en insektsart som först beskrevs av Willis Blatchley 1926.  Derophthalma variegata ingår i släktet Derophthalma och familjen ängsskinnbaggar. Inga underarter finns listade i Catalogue of Life.